# Peter Marshall

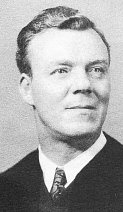
Peter Marshall

Peter Marshall (27 tháng 5 năm 1902 - 26 tháng 1 năm 1949) là một nhà thuyết giáo người Mỹ nhưng quê gốc ở Scotland. Ông từng là mục sư của nhà thờ Westminster Presbyterian ở Atlanta đồng thời 2 lần giữ vị trí Giáo sĩ của Thượng nghị viện Mỹ.